# Lena Madesin Phillips
Lena Madesin Phillips, né le 15 septembre 1881 à Nicholasville et morte le 22 mai 1955) est une avocate et personnalité du milieu associatif qui a fondé la Business and Professional Women's Foundation (en) en 1919 et, en 1930, l'International Federation of Business and Professional Women (en).

## Biographie
Anna Lena Phillips est née le 15 septembre 1881 à Nicholasville, Kentucky. Elle est la fille du Juge William Henry Phillips et Alice Phillips du comté de Jessamine. Très jeune, Phillips a voulu se démarquer des rôles attribués aux femmes, des rôles genrés, ce qui l'a conduite à une soif de connaissances. À l'âge de 7 ans, elle s'inscrit à l'institut pour filles de Jessamine, où elle étudie toutes les matières proposées, y compris la musique. À l'âge de 11 ans, Phillips change de nom pour Madesin afin de reconnaître son frère qui fait alors des études de médecine à Paris en France. À l'âge de 18 ans elle reçoit son diplôme avec la mention Magna Cum Laude de l'Institut pour filles de Jessamine.

### Études et carrière en droit
Phillips fréquente l'université pour jeunes filles de Baltimore (aujourd'hui appelée Goucher College), où elle poursuit ses études dont la musique, et elle est encore plus avide de connaissances et d'activités extrascolaires, jusqu'à en tomber malade d'épuisement. Une fois remise après un séjour dans le Kentucky, elle tombe et se fait mal au bras, ce qui l'oblige à s'arrêter de jouer de la musique pendant une longue période et à abandonner ses études au Collège pour jeunes filles de Baltimore. On lui propose un poste de professeur de musique pour un salaire de 500 $ par an, dans l'établissement où elle a commencé ses études, l'Institut pour filles de Jessamine[réf. nécessaire].
En raison de l'influence de son père et de son intérêt pour la politique et l'économie, Phillips étudie bientôt le droit à l'Université du Kentucky, faisant chaque jour douze miles pour se rendre à Lexington depuis Nicholasville. Pendant ce temps, elle aide son père à maintenir son image et est impliquée dans la politique dans les comtés de Jessamine et du Kentucky. Elle a d'abord dû se battre en tant qu'étudiante. En 1917, elle est la première femme à obtenir son diplôme avec tous les honneurs et les meilleures notes en droit. Elle a ensuite ouvert son propre cabinet à Nicholasville[réf. nécessaire].

## Les organisations de femmes

### États-Unis
En raison de son engagement avec l'Association chrétienne des jeunes femmes (YWCA), Phillips se rend à New York et commence à fédérer les femmes d'affaires des États-Unis. Avec l'aide de l'YWCA et grâce à son implication dans les affaires du comité des femmes, elle crée la Fédération nationale des femmes d'affaires et professionnelles des clubs des États-Unis (NFBPWC). Après la création du club, qui a été officiellement créé en 1919, elle fut élue présidente[réf. nécessaire].
Le club fait le plaidoyer de l'égalité pour les femmes, surtout économique, de la parité avec les hommes dans le monde des affaires, et est impliqué dans d'autres questions, telles que le travail des enfants et la paix internationale. En 1930, la NFBPWC approuve l'Amendement d'égalité des droits. Pour davantage faire connaître son combat au niveau national, elle parcourt le pays, faisant des discours sur la cause portée par son club dans des endroits comme Kansas City, le Colorado, Santa Fe, le Grand Canyon et Los Angeles. À force de travail, elle s'épuise et tombe malade à plusieurs reprises au cours de sa vie.

### À l'échelle internationale
Phillips s'embarque pour des tournées de bonne volonté en Europe, entre 1928 et 1929 afin d'atteindre un public international. Son premier voyage avec ses collègues incluait l'Angleterre, la France, la Belgique, les Pays-Bas, l'Allemagne, la Suisse et l'Italie pour y rencontrer les femmes professionnelles d'affaires et discuter de la création d'un club dans leur pays. De retour à Genève, en Suisse, Phillips crée le 26 août 1930 la Fédération internationale des femmes d'affaires et professionnelles et peu de temps après, est nommée première présidente de la FIBPW, poste qu'elle occupe jusqu'en 1947. Phillips estime que l'égalité économique permettra d'apporter l'égalité pour les femmes dans l'éducation, sur les plans sociétal, social et politique. Elle disait « ... si notre cause est juste, si nous avons la foi, la vision et le courage, la réalisation de notre objectif viendra ». Elle fait ensuite de nombreux voyages en Europe, en France, Italie et Angleterre à partir de 1928, et jusqu'à la fin de sa vie, en 1955[réf. nécessaire].